# Kaarlo Juho Ståhlberg
Kaarlo Juho Stahlberg, finski politik, pravnik, * 28. januar 1865, Suomussalmi, Finska, † 22. september 1952, Helsinki, Finska.
Stahlberg je bil med letoma 1919 in 1925 prvi predsednik Republike Finske.